# Od Jarka pod stromeček
Od Jarka pod stromeček (2006) je druhé album Jaromíra Nohavici, které bylo uvolněno z internetu. Jako první bylo tímto způsobem věnováno fanouškům album Pražská pálená. Album je „rodinné“, tedy pro každého se najde nějaká písnička.

## Seznam písní
1. Nový rok 2:57 (pro všechny)
2. Láska je jak kafemlýnek 2:36 (pro maminku)
3. Remorkér 3:36 (pro babičku)
4. Jak Huňáč a Fuňáč pořádali olympiádu (pohádka) 8:22 (pro děti)
5. Dialog u televizoru 2:44 (pro tatínka)
6. Hospodská směs 5:34 (pro dědečka)